# Petar Kanavelić
Petar Kanavelić (Korčula, 27. prosinca 1637. – Korčula, 16. siječnja 1719.),  hrvatski pjesnik, epski i dramski pisac; jedan od najvećih hrvatskih pisaca 17. stoljeća. Njegovo prezime navodi se i kao Kanavelović (pogotovo kod srpskih povjesničara književnosti), dok se u talijanskoj varijanti potpisivao kao Pietro Canaveli, odnosno De Canavellis.

## Životopis
Petar Kanavelić bio je posljednji muški potomak stare, vrlo bogate i ugledne korčulanske plemićke obitelji. U Korčuli je pohađao mjesnu i kleričku školu, a pretpostavlja se da je studirao pravo u Padovi, kao i većina onodobnih dalmatinskih intelektualaca. Obavljao je niz gradskih dužnosti - većinom sudskih - te se bavio trgovinom i upravljanjem svojih posjeda. Bio je i učitelj, odvjetnik, a 1665. je postao član Velikoga vijeća. U Zadru je bio kancelar mletačkih generalnih providura za Dalmaciju C. Cornara i A. Priulija (1665-68). 1673. je bio izaslanik korčulanske komune u Mlecima. Iz Korčule je, uz naknadu, obavljao obavještajne usluge za Dubrovačku Republiku.

## Književna djelatnost
Kanavelićev književni opus jedan je od najopsežnijih i najraznovrsnijih u 17. stoljeću i starijoj hrvatskoj književnosti. Pisao je pjesme na hrvatskom i talijanskom jeziku, lirska i epska djela, prigodnu i ljubavnu poeziju, prigodnu svadbenu poeziju i pohvalnice ("začinke" i "začinke pirne"), šaljivu, satiričnu, religioznu i narativnu epsku poeziju te dramska djela.
Najstariji sačuvani trag o Kanavelićevu književnom radu je pisana potvrda iz 1660. po kojoj mu se treba isplatiti 12 lira za pjesmu koju je ispjevao povodom dolaska generalnoga providura A. Cornara u grad Korčulu 1660. godine - riječ je o jednoj od najstarijih zabilježenih isplata honorara u povijesti hrvatske književnosti.
Tijekom boravka u Zadru Kanavelić je, čini se, u Splitu 1667. sudjelovao u talijanskoj komediji La moglie di quattro mariti mletačkoga libretista Giacinta Andreje Cicogninija. Kao providurski izaslanik mnogo je putovao Dalmacijom i u Dubrovnik, te je stekao veze s mnogim vodećim dubrovačkim književnicima i intelektualcima (Nikola Bunić, Baro Bettera, Šiško Gundulić, Đuro Matijašević) i postao član Akademije ispraznijeh.

## Pjesnička djela
Najveći dio Kanavelićeva opusa nastao je nekim povodom te je stoga najčešće u žanru pohvalnice.
- Grad Dubrovnik vlastelom u trešnji odulja je pjesma nastala povodom razaranja Dubrovnika u potresu 1667. godine. Tiskana je u Anconi 1667. s istoimenim pjesmama N. Bunića i B. Bettere. (Knjižnica HAZU - kataloški listić i naslovnica  Arhivirana inačica izvorne stranice od 27. rujna 2007. (Wayback Machine))
- Ban Petar Zrinski, knez, doveden gdje mu se imaše glava odsjeći po zapovijedi Leopolda Prvoga, česara rimskoga, može biti ovako govoraše je monološka pjesma o pogubljenju Petra Zrinskog 1671. godine, napisana u prvome licu
- 1683. je opjevao oslobođenje Beča od Turaka trima pjesmama: Pjesan slavnomu kralju poljačkomu Ivanu Sobjeski Turaka predobitniku i Beča obranitelju (koja ima proznu posvetu na latinskome) i Pjesan II u pohvale istoga kralja Ivana Sobjeski, te na talijanskome S'invita L'Illustrissimo Signor Benedetto Staij pitore eruditissimo in Ragusa..., u kojoj nagovara dubrovačkoga slikara Benka Staya da slikom obilježi bitku. Ivan III. Sobieski se 1687. pismom zahvalio Kanaveliću.
- 1695. je u pjesmi Dubrovnik slobođen harača na blagdan ruke svetijeh Vlasi opjevao uspješnu misiju dubrovačkoga izaslanika u Carigradu kojom je riješeno pitanje danka Porti
- 1703. opjevao je obnavljanje Dubrovnika od potresa u pjesmi Trstenko pastijer u veselju
- od mnogobrojnih ljubavnih pjesama ističu se Zelenko, Zaman se povrati premaljetje, Boj od cjelova, Ljubav sjedinjena i Ljubav promijenjena u omrazu, te ciklus od deset pjesama posvećen prvoj supruzi, napisan 1680. godine - Svojoj vjerenici gospoji Pauli Stay
- od pjesama sa šaljivom poantom i dosjetkom ističu se Jednoj mladici, kojom je bio obraz oteko  i Pjesan jednoj gospođi, koja reče ne umjet cjelivat
- u kasnim godinama pisao je refleksivne pjesme prožete arkadijskim tonovima, npr. Stojka pokojna (1708), što je slobodan prepjev fragmenta iz drugoga čina djela Pastor fido Giovannija Battiste Guarinija
- napisao je niz pirnih pjesama (tzv. "začinke"), većinom za svadbe svojih poznanika
- pripisivale su mu se mnoge satirične pjesme, npr. Manduša kupuje u ribara gruje ili Plač Marka Kočine u izgubljenju svoga tovara u Zavalaticu, no ta autorstva nisu potvrđena. Na talijanskome je napisao L'inimitabile poema di cacarella, pjesmu o proljevu
- sačuvano mu je dvadesetak religioznih pjesama, većinom didaktične namjene, prepjeva i parafraza psalama, te talijanskih i crkvenih pisaca
- 1689. je u Anconi tiskao zbirku Korunica na čas od imena prislavne od neba i svieta česarice djevice Marije, prepjev pobožnoga zbornika blaženog Jordana s kraja 13. stoljeća
- od religioznih refleksivnijih pjesama ističu se prepjev F. Testija Nije pokoja neg na nebu, Nemoćnik na času od smrti te stihovana parafraza biblijske priče o pravedniku Tobiji, Život Tobije, u 14 dijelova

## Ep
Kanavelićevo je najveće i najvažnije književno djelo ep religiozno-povijesne tematike Sveti Ivan biskup trogirski i kralj Koloman, nastao između 1705. i 1718. godine, a tiskan tek 1858. u Osijeku. Djelo povezuje realnu povijest o Kolomanu s kršćanskom legendom o trogirskome biskupu svetom Ivanu Orsiniju (zapisanoj 1203. godine). Ep je nastao u baroknoj tradiciji 17. stoljeća, kao sklop sečentističke tradicije, kronikalnoga pripovijedanja, uzvišene retorike i romantičnih epizoda.
Od Kanavelićeva planirana epa o opsadi Beča 1683., nazvanoga Kara Mustafa i vezijer Azem, sačuvano je samo nekoliko uvodnih stihova.

## Dramska djela
Dramska su djela vrlo istaknut dio Kanavelićeva opusa, pogotovo drama Vučistrah koja je, po suvremenim uvidima, iznimno utjecala na razvoj hrvatske drame i kazališta.
- 1678. na Korčuli je prikazana najranija znana Kanavelićeva drama Muka i smrt Gospodina našega Isusa Isukrsta, koja se bavi Pilatovim unutarnjim dvojbama oko Isusove osude
- Vučistrah (ili Krunoslava) je tragikomedija u četiri čina, prikazana u Dubrovniku 1682. godine na otvaranju prvoga javnog teatra, Orsan. Temeljena je na dvama talijanskim libretističkim predlošcima - Orontea G. A. Cicogninija i Cicognijevoj talijanskoj preradbi drame Život je san Calderona de la Barce, čime je ta slavna drama ostvarila neobičan utjecaj na hrvatsku književnost preko talijanskog posrednika. Kritičko izdanje drame priredio je Slobodan Prosperov Novak za izdanje Matice hrvatske 2004. godine.
- u Dubrovniku je 1688. prikazana Kanavelićeva pastoralna drama Vjerni pastijer, slobodni prepjev drame Pastor fido G. B. Guarinija
- Sužanjstvo srećno je tragikomedija izvedena oko 1700. godine, nastala prema libretu Schiavitu fortunata P. Podalinija
- Zorislava je nedovršena drama, a od ostalih naslova ističu se Cantata Venere, Kupido, Marte, Elena i Paride te komedije Ljubovnici i Iako
- pripisivalo mu se autorstvo desetak anonimnih komedija iz druge polovice 17. stoljeća, poput Andro Stitikeca i Šimun Dundurilo, no to nije pouzdan podatak

## Današnja recepcija
Premda jedan od najuglednijih hrvatskih književnika 17. stoljeća, Kanavelićev opus nije nikada u potpunosti kritički obrađen, a čak nije bio zastupljen niti zasebnim svescima u edicijama Stari pisci hrvatski JAZU i Pet stoljeća hrvatske književnosti Matice hrvatske. Uz suvremeno izdanje drame Vučistrah, njegova ostala djela danas mahom nisu dostupna.
Zastupljen je na CD-ROM-u Klasici hrvatske književnosti (II: Pjesništvo) Naklade Bulaja (2000, ISBN 953-6737-02-7).

## Tiskane knjige
- Korunica na čas od imena prislavne od neba i svieta česarice djevice Marije, Ancona 1689.
- Ivanu Sobjeski kralju poljskomu osloboditelju Beča, Dubrovnik 1850.
- Sveti Ivan biskup trogirski i kralj Koloman, Osijek 1858.
- Sužanjstvo srećno, Zadar 1871.
- Zbornik stihova XVII stoljeća, Pet stoljeća hrvatske književnosti, knjiga 10, Zagreb 1967. (zastupljen)
- Hrvatsko pjesništvo na otoku Korčuli, Rijeka 1993. (obilato zastupljen)
- Vučistrah, priredio Slobodan P. Novak, Biblioteka Parnas, Matica hrvatska, Zagreb 2004.
- Pjesan u pohvalu privedroga Ivana Sobjeskoga, kralja Poljačkoga i Pjesan u pohvalu kralja poljačkoga, u knjizi Hrvatska književna baština, svezak 3, Zagreb 2004.

## Vanjske poveznice
- Vučistrah u izdanju Matice hrvatske  Arhivirana inačica izvorne stranice od 13. prosinca 2006. (Wayback Machine)
- Petar Kanavelić na stranicama otoka Korčule